# Blau-Weiß Friedrichstadt
Blau-Weiß Friedrichstadt ist ein Sportverein aus Friedrichstadt im Kreis Nordfriesland. Die erste Fußballmannschaft nahm einmal am überregionalen DFB-Pokal teil.

## Geschichte
Der Verein entstand im Jahre 1952 als Abspaltung vom TSV 1865 Friedrichstadt. Zwischen 1949 und 1955 sowie von 1964 und 1968 spielte die Mannschaft in der Bezirksklasse Nord bzw. 2. Amateurliga Nord. Der sportliche Aufschwung begann Mitte der 1970er Jahre. Mit 57:3 Punkten wurde Blau-Weiß 1975 Meister der Bezirksliga Nord und schaffte zwei Jahre nach später nach einem Entscheidungsspielsieg über den TSV Travemünde den Aufstieg in die Landesliga, damals die höchste Spielklasse des Bundeslandes.
Die ersten vier Jahre im schleswig-holsteinischen Oberhaus steckte Blau-Weiß im Abstiegskampf. Der Durchbruch wurde in der Saison 1981/82 erreicht. Daheim ungeschlagen wurden die Friedrichstädter mit acht Punkten Vorsprung auf den BSC Brunsbüttel Meister und zogen in die Aufstiegsrunde zur Oberliga Nord ein. Trotz eines 4:1-Sieges über den späteren Aufsteiger TuS Hessisch Oldendorf reichte es nur zu Platz drei. Zwei Jahre später wurden Blau-Weiß dank des besseren Torverhältnis gegenüber dem VfB Lübeck und dem VfR Neumünster Vizemeister und zogen erneut in die Aufstiegsrunde ein. Dieses Mal gelang jedoch nur ein Sieg gegen Eintracht Nordhorn.
In der folgenden Spielzeit 1984/85 retteten sich die Friedrichstädter nur durch das bessere Torverhältnis gegenüber dem TSV Pansdorf vor dem Abstieg. Ein Jahr später gewann die Mannschaft den SHFV-Pokal und qualifiziert sich für den DFB-Pokal. Dort besiegte Blau-Weiß in der ersten Runde Hassia Bingen mit 1:0 und schied in der zweiten Runde nach einer 1:2-Niederlage gegen den SV Darmstadt 98 aus. Es folgten weitere Jahre im Mittelmaß der Verbandsliga, ehe der Verein im Jahre 1993 die Mannschaft zurückzog und einen Neuanfang in der Kreisliga wagte.
1999 qualifizierten sich die Blau-Weißen für die neu geschaffene Bezirksoberliga Nord, aus der sie im Jahre 2003 abstiegen. Fünf Jahre später verpasste die Mannschaft die neu geschaffene Verbandsliga und trat in der Kreisliga Nordfriesland an, aus der sie 2013 abstieg. 2014 gelang der Wiederaufstieg; seitdem bildet BWF eine Spielgemeinschaft mit dem benachbarten TSV Seeth/Drage.